# Municipio de Osage (Minnesota)
El municipio de Osage (en inglés: Osage Township) es un municipio ubicado en el condado de Becker en el estado estadounidense de Minnesota. En el año 2010 tenía una población de 895 habitantes y una densidad poblacional de 9,63 personas por km².

## Geografía
El municipio de Osage se encuentra ubicado en las coordenadas 46°55′40″N 95°12′57″O / 46.92778, -95.21583. Según la Oficina del Censo de los Estados Unidos, el municipio tiene una superficie total de 92.9 km², de la cual 90,54 km² corresponden a tierra firme y (2,54 %) 2,36 km² es agua.

## Demografía
Según el censo de 2010, había 895 personas residiendo en el municipio de Osage. La densidad de población era de 9,63 hab./km². De los 895 habitantes, el municipio de Osage estaba compuesto por el 97,88 % blancos, el 1,68 % eran amerindios, el 0,22 % eran de otras razas y el 0,22 % eran de una mezcla de razas. Del total de la población el 0,45 % eran hispanos o latinos de cualquier raza.